# Pont Vell de Monforte de Lemos
El Pont Vell (en gallec: Ponte Vella), també conegut com a Pont Romà (Ponte Romana), és un pont que travessa el Cabe al nucli urbà de Monforte de Lemos, a la província de Lugo.
Segons la tradició, els seus orígens es remunten a l'època romana. L'actual va ser construït al segle xvi per Pedro Rodríguez de Ramberde per ordre de Catalina de la Cerda y Sandoval, VII Comtessa de Lemos, vídua de Pedro Fernández de Castro y Andrade.
És un pont de pedra granítica format per quatre arcs i amb pilars recolzats sobre contraforts. El ferm és de llambordins i està obert al trànsit rodat en un únic sentit de la marxa.